# Kommunalwahlen in Namibia 1998
Die Kommunalwahlen in Namibia 1998 waren ursprünglich für den 2. Dezember 1997 geplant, fanden jedoch aufgrund eines Einspruchs der SWAPO beim namibischen Höheren Gerichtshof letztlich am 16. Februar 1998 statt.  
Die Registrierung der Wähler fand in einer ersten Phase von Mitte September bis 6. Oktober 1997 statt, gefolgt von einer zweiten Registrierungsphase im Dezember 1997. Insgesamt registrierten sich 188.302 Wähler.
Die SWAPO sowie die DTA of Namibia stellten Kandidaten in allen 45 Kommunalverwaltungsgebieten auf. Die Wähler konnten aus 858 Kandidaten wählen, wovon 52,9 % Männer waren.
Die Wahlbeteiligung betrug 33,7 % und lag damit um absolute 50 % niedriger als bei der Wahl 1992.

## Wahlergebnisse
- SWAPO: 185
- DTA: 96
- UDF: 23
- DCN: 2
- Sonst.: 16

Anmerkung: Trend gegenüber der vorherigen Wahl 1992.

### Arandis
| Partei    | Stimmen | Stimmenanteil | Sitze |
| --------- | ------- | ------------- | ----- |
| SWAPO     | 443 ▼   | 80,8 % ▼      | 6 ▬   |
| UDF       | 84 ▼    | 15,3 % ▲      | 1 ▬   |
| DTA       | 18 ▼    | 3,3 % ▼       | 0 ▬   |
| ungültig  | 3 ▼     | 0,5 % ▲       |       |
| Insgesamt | 548 ▼   | 100 %         | 7     |

### Aranos
| Partei    | Stimmen | Stimmenanteil | Sitze |
| --------- | ------- | ------------- | ----- |
| DTA       | 283 ▼   | 51,2 % ▼      | 4 ▬   |
| SWAPO     | 262 ▼   | 47,4 % ▲      | 3 ▬   |
| ungültig  | 8 ▼     | 1,4 % ▼       |       |
| Insgesamt | 553 ▼   | 100 %         | 7     |

### Aroab
| Partei    | Stimmen | Stimmenanteil | Sitze |
| --------- | ------- | ------------- | ----- |
| DTA       | 211     | 58,9 %        | 4     |
| SWAPO     | 137     | 38,3 %        | 3     |
| ungültig  | 10      | 2,8 %         |       |
| Insgesamt | 358     | 100 %         | 7     |

### Berseba
| Partei    | Stimmen | Stimmenanteil | Sitze |
| --------- | ------- | ------------- | ----- |
| SWAPO     | 217     | 60,4 % ▲      | 4 ▬   |
| DTA       | 138     | 38,4 % ▼      | 3 ▬   |
| ungültig  | 4 ▼     | 1,1 % ▼       |       |
| Insgesamt | 359 ▼   | 100 %         | 7     |

### Bethanie
| Partei    | Stimmen | Stimmenanteil | Sitze |
| --------- | ------- | ------------- | ----- |
| SWAPO     | 187 ▼   | 62,5 % ▲      | 4     |
| DTA       | 111 ▼   | 37,1 % ▼      | 3     |
| ungültig  | 1 ▼     | 0,3 % ▼       |       |
| Insgesamt | 299 ▼   | 100 %         | 7     |

### Eenhana
| Partei    | Stimmen | Stimmenanteil | Sitze |
| --------- | ------- | ------------- | ----- |
| SWAPO     | 327     | 97,0 %        | 7     |
| DTA       | 10      | 2,9 %         | 0     |
| ungültig  | 0       | 0,0 %         |       |
| Insgesamt | 337     | 100 %         | 7     |

### Gibeon
| Partei    | Stimmen | Stimmenanteil | Sitze |
| --------- | ------- | ------------- | ----- |
| SWAPO     | 293 ▼   | 56,1 % ▲      | 4 ▬   |
| DTA       | 219 ▼   | 41,9 % ▲      | 3 ▬   |
| ungültig  | 10 ▼    | 1,9 % ▲       |       |
| Insgesamt | 522 ▼   | 100 %         | 7     |

### Gobabis
| Partei                        | Stimmen | Stimmenanteil | Sitze |
| ----------------------------- | ------- | ------------- | ----- |
| SWAPO                         | 925     | 45,9 % ▼      | 3 ▼   |
| Gobabis Residents Association | 655     | 32,5 %        | 3     |
| DTA                           | 364 ▼   | 18,1 % ▼      | 1 ▼   |
| UDF                           | 52 ▲    | 2,6 % ▲       | 0 ▬   |
| ungültig                      | 19 ▼    | 0,9 % ▼       |       |
| Insgesamt                     | 2015 ▼  | 100 %         | 7     |

### Gochas
| Partei    | Stimmen | Stimmenanteil | Sitze |
| --------- | ------- | ------------- | ----- |
| SWAPO     | 131 ▼   | 51,9 % ▼      | 4 ▬   |
| DTA       | 118 ▼   | 46,8 % ▲      | 3 ▬   |
| ungültig  | 3 ▼     | 1,2 % ▼       |       |
| Insgesamt | 252 ▼   | 100 %         | 7     |

### Grootfontein
| Partei    | Stimmen | Stimmenanteil | Sitze |
| --------- | ------- | ------------- | ----- |
| SWAPO     | 870 ▼   | 64,1 % ▲      | 5 ▬   |
| DTA       | 389 ▼   | 28,7 % ▼      | 2 ▬   |
| UDF       | 85 ▼    | 6,3 % ▲       | 0 ▬   |
| ungültig  | 13 ▼    | 0,9 % ▼       |       |
| Insgesamt | 1357 ▼  | 100 %         | 7     |

### Henties Bay
| Partei    | Stimmen | Stimmenanteil | Sitze |
| --------- | ------- | ------------- | ----- |
| DTA       | 565 ▲   | 53,4 % ▲      | 4 ▲   |
| SWAPO     | 346 ▼   | 32,7 % ▼      | 2 ▼   |
| UDF       | 135     | 12,8 %        | 1     |
| ungültig  | 12 ▲    | 1,1 % ▲       |       |
| Insgesamt | 1058 ▲  | 100 %         | 7     |

### Kalkrand
| Partei    | Stimmen | Stimmenanteil | Sitze |
| --------- | ------- | ------------- | ----- |
| DTA       | 133 ▼   | 49,1 % ▼      | 4 ▼   |
| SWAPO     | 131     | 48,3 % ▲      | 3 ▲   |
| ungültig  | 7 ▼     | 2,6 % ▼       |       |
| Insgesamt | 271 ▼   | 100 %         | 7     |

### Kamanjab
| Partei    | Stimmen | Stimmenanteil | Sitze |
| --------- | ------- | ------------- | ----- |
| UDF       | 102     | 42,7 %        | 3     |
| SWAPO     | 70 ▼    | 29,3 % ▼      | 2 ▼   |
| DTA       | 67 ▲    | 28,0 % ▲      | 2 ▬   |
| ungültig  | 0 ▼     | 0,0 %         |       |
| Insgesamt | 239 ▲   | 100 %         | 7     |

### Karasburg
| Partei    | Stimmen | Stimmenanteil | Sitze |
| --------- | ------- | ------------- | ----- |
| DTA       | 284 ▼   | 51,8 % ▲      | 4 ▲   |
| SWAPO     | 258 ▼   | 47,1 % ▼      | 3 ▬   |
| ungültig  | 6 ▼     | 1,1 % ▼       |       |
| Insgesamt | 548 ▼   | 100 %         | 7     |

### Karibib
| Partei    | Stimmen | Stimmenanteil | Sitze |
| --------- | ------- | ------------- | ----- |
| SWAPO     | 460 ▼   | 64,9 % ▲      | 5 ▲   |
| UDF       | 151 ▼   | 21,3 % ▲      | 1 ▼   |
| DTA       | 96 ▼    | 13,6 % ▼      | 1 ▬   |
| ungültig  | 1 ▼     | 0,1 % ▼       |       |
| Insgesamt | 708 ▼   | 100 %         | 7     |

### Katima Mulilo
| Partei    | Stimmen | Stimmenanteil | Sitze |
| --------- | ------- | ------------- | ----- |
| SWAPO     | 1426 ▲  | 64,4 % ▲      | 5 ▲   |
| DTA       | 766 ▼   | 34,6 % ▼      | 2 ▼   |
| ungültig  | 23 ▲    | 1,0 % ▲       |       |
| Insgesamt | 2215 ▲  | 100 %         | 7     |

### Keetmanshoop
| Partei                                      | Stimmen | Stimmenanteil | Sitze |
| ------------------------------------------- | ------- | ------------- | ----- |
| SWAPO                                       | 718 ▼   | 43,6 % ▼      | 3 ▬   |
| DTA                                         | 668 ▼   | 40,6 % ▼      | 3 ▬   |
| Concerned Peoples Organization Keetmanshoop | 151     | 9,2 %         | 1     |
| UDF                                         | 92 ▼    | 5,6 % ▬       | 0 ▼   |
| ungültig                                    | 16 ▼    | 1,0 % ▬       |       |
| Insgesamt                                   | 1645 ▼  | 100 %         | 7     |

### Khorixas
| Partei    | Stimmen | Stimmenanteil | Sitze |
| --------- | ------- | ------------- | ----- |
| UDF       | 796 ▼   | 56,7 % ▼      | 3 ▼   |
| SWAPO     | 406 ▼   | 28,9 % ▲      | 3 ▲   |
| DTA       | 187 ▼   | 13,3 % ▼      | 1 ▬   |
| ungültig  | 15 ▼    | 1,1 % ▲       |       |
| Insgesamt | 1404 ▼  | 100 %         | 7     |

### Koës
| Partei    | Stimmen | Stimmenanteil | Sitze |
| --------- | ------- | ------------- | ----- |
| DTA       | 173 ▼   | 57,3 % ▼      | 4 ▼   |
| SWAPO     | 120 ▲   | 39,7 % ▲      | 3 ▲   |
| ungültig  | 9 ▲     | 2,9 % ▲       |       |
| Insgesamt | 302 ▼   | 100 %         | 7     |

### Leonardville
| Partei    | Stimmen | Stimmenanteil | Sitze |
| --------- | ------- | ------------- | ----- |
| SWAPO     | 180 ▼   | 79,3 % ▲      | 6 ▲   |
| DTA       | 41 ▼    | 18,1 % ▼      | 1 ▼   |
| ungültig  | 6 ▲     | 2,6 % ▲       |       |
| Insgesamt | 227 ▼   | 100 %         | 7     |

### Lüderitz
| Partei    | Stimmen | Stimmenanteil | Sitze |
| --------- | ------- | ------------- | ----- |
| SWAPO     | 1323 ▼  | 78,8 % ▼      | 6 ▬   |
| DTA       | 336 ▼   | 20,0 % ▲      | 1 ▬   |
| ungültig  | 21 ▼    | 1,3 % ▬       |       |
| Insgesamt | 1680 ▼  | 100 %         | 7     |

### Maltahöhe
| Partei    | Stimmen | Stimmenanteil | Sitze |
| --------- | ------- | ------------- | ----- |
| SWAPO     | 246 ▼   | 68,9 % ▼      | 5 ▼   |
| DTA       | 100     | 28,0 % ▲      | 2 ▲   |
| ungültig  | 11 ▼    | 3,1 % ▲       |       |
| Insgesamt | 357 ▼   | 100 %         | 7     |

### Mariental
| Partei    | Stimmen | Stimmenanteil | Sitze |
| --------- | ------- | ------------- | ----- |
| SWAPO     | 796 ▼   | 55,7 % ▲      | 4 ▬   |
| DTA       | 524 ▼   | 37,9 % ▼      | 3 ▬   |
| UDF       | 48 ▼    | 3,5 % ▼       | 0 ▬   |
| ungültig  | 13 ▼    | 0,9 % ▼       |       |
| Insgesamt | 1381 ▼  | 100 %         | 7     |

### Okahandja
| Partei                            | Stimmen | Stimmenanteil | Sitze |
| --------------------------------- | ------- | ------------- | ----- |
| SWAPO                             | 817 ▼   | 49,3 % ▼      | 4 ▬   |
| DTA                               | 436     | 26,3 % ▼      | 2 ▼   |
| Okahandja Rate Payers Association | 279     | 16,8 %        | 1     |
| UDF                               | 105 ▼   | 6,3 % ▼       | 0 ▬   |
| ungültig                          | 19 ▼    | 1,1 % ▼       |       |
| Insgesamt                         | 1656 ▼  | 100 %         | 7     |

### Okakarara
| Partei    | Stimmen | Stimmenanteil | Sitze |
| --------- | ------- | ------------- | ----- |
| DTA       | 739 ▼   | 78,0 % ▲      | 6 ▲   |
| SWAPO     | 167 ▼   | 17,6 % ▼      | 1 ▼   |
| DCN       | 26      | 2,7 %         | 0     |
| SWANU     | 10 ▼    | 1,1 % ▼       | 0 ▬   |
| ungültig  | 5 ▼     | 0,5 % ▼       |       |
| Insgesamt | 947 ▼   | 100 %         | 7     |

### Omaruru
| Partei                        | Stimmen | Stimmenanteil | Sitze |
| ----------------------------- | ------- | ------------- | ----- |
| UDF                           | 326     | 31,8 %        | 2     |
| SWAPO                         | 310 ▼   | 30,2 % ▼      | 2 ▼   |
| DTA                           | 280 ▼   | 27,3 % ▼      | 2 ▼   |
| Omaruru Residents Association | 106     | 10,3 %        | 1     |
| ungültig                      | 3 ▼     | 0,3 % ▼       |       |
| Insgesamt                     | 1025 ▼  | 100 %         | 7     |

### Ondangwa
| Partei    | Stimmen | Stimmenanteil | Sitze |
| --------- | ------- | ------------- | ----- |
| SWAPO     | 773 ▼   | 87,2 % ▲      | 6 ▬   |
| DTA       | 98 ▼    | 11,1 % ▼      | 1 ▬   |
| ungültig  | 15 ▼    | 1,7 % ▲       |       |
| Insgesamt | 886 ▼   | 100 %         | 7     |

### Ongwediva
| Partei    | Stimmen | Stimmenanteil | Sitze |
| --------- | ------- | ------------- | ----- |
| SWAPO     | 757 ▼   | 86,4 % ▼      | 6 ▼   |
| DTA       | 107 ▲   | 12,2 % ▲      | 1 ▲   |
| ungültig  | 12 ▼    | 1,4 % ▲       |       |
| Insgesamt | 876 ▼   | 100 %         | 7     |

### Opuwo
| Partei    | Stimmen | Stimmenanteil | Sitze |
| --------- | ------- | ------------- | ----- |
| DTA       | 369 ▼   | 51,0 % ▲      | 4 ▲   |
| SWAPO     | 260 ▼   | 35,9 % ▼      | 2 ▼   |
| DCN       | 69      | 9,5 %         | 1     |
| SWANU     | 21 ▼    | 2,9 % ▲       | 0 ▬   |
| ungültig  | 4 ▼     | 0,6 % ▼       |       |
| Insgesamt | 723 ▼   | 100 %         | 7     |

### Oshakati
| Partei    | Stimmen | Stimmenanteil | Sitze |
| --------- | ------- | ------------- | ----- |
| SWAPO     | 1304 ▼  | 83,3 % ▼      | 6 ▬   |
| DTA       | 241 ▼   | 15,4 % ▲      | 1 ▬   |
| ungültig  | 20 ▼    | 1,3 % ▲       |       |
| Insgesamt | 1565 ▼  | 100 %         | 7     |

### Otavi
| Partei                      | Stimmen | Stimmenanteil | Sitze |
| --------------------------- | ------- | ------------- | ----- |
| Otavi Residents Association | 453     | 50,8 %        | 4     |
| SWAPO                       | 339 ▼   | 38,0 % ▼      | 3 ▼   |
| DTA                         | 70 ▼    | 7,9 % ▼       | 0 ▼   |
| UDF                         | 23 ▼    | 2,6 % ▼       | 0 ▬   |
| ungültig                    | 6 ▼     | 0,7 % ▼       |       |
| Insgesamt                   | 891 ▼   | 100 %         | 7     |

### Otjiwarongo
| Partei    | Stimmen | Stimmenanteil | Sitze |
| --------- | ------- | ------------- | ----- |
| SWAPO     | 983 ▼   | 56,1 % ▲      | 4 ▬   |
| DTA       | 472 ▼   | 26,9 % ▼      | 2 ▬   |
| UDF       | 282 ▼   | 16,1 % ▼      | 1 ▬   |
| ungültig  | 15 ▼    | 0,9 % ▼       |       |
| Insgesamt | 1752 ▼  | 100 %         | 7     |

### Outapi
| Partei    | Stimmen | Stimmenanteil | Sitze |
| --------- | ------- | ------------- | ----- |
| SWAPO     | 150     | 97,4 %        | 7     |
| DTA       | 3       | 1,9 %         | 0     |
| ungültig  | 1       | 0,6 %         |       |
| Insgesamt | 154     | 100 %         | 7     |

### Outjo
| Partei    | Stimmen | Stimmenanteil | Sitze |
| --------- | ------- | ------------- | ----- |
| SWAPO     | 419 ▼   | 41,6 % ▼      | 3 ▬   |
| DTA       | 305 ▼   | 30,3 % ▲      | 2 ▬   |
| UDF       | 199     | 19,8 % ▼      | 1 ▼   |
| DCN       | 79      | 7,8 %         | 1     |
| ungültig  | 5 ▼     | 0,5 % ▼       |       |
| Insgesamt | 1007 ▼  | 100 %         | 7     |

### Rehoboth
| Partei                           | Stimmen | Stimmenanteil | Sitze |
| -------------------------------- | ------- | ------------- | ----- |
| Rehoboth Rate Payers Association | 1759    | 52,6 %        | 4     |
| DTA                              | 783 ▼   | 23,4 % ▼      | 2 ▼   |
| SWAPO                            | 730 ▼   | 21,8 % ▼      | 1 ▼   |
| ungültig                         | 71 ▼    | 2,1 % ▼       |       |
| Insgesamt                        | 3343 ▼  | 100 %         | 7     |

### Rundu
| Partei    | Stimmen | Stimmenanteil | Sitze |
| --------- | ------- | ------------- | ----- |
| SWAPO     | 1676 ▼  | 81,4 % ▲      | 6 ▲   |
| DTA       | 367 ▼   | 17,8 % ▼      | 1 ▼   |
| ungültig  | 16 ▼    | 0,8 % ▼       |       |
| Insgesamt | 2059 ▼  | 100 %         | 7     |

### Stampriet
| Partei    | Stimmen | Stimmenanteil | Sitze |
| --------- | ------- | ------------- | ----- |
| SWAPO     | 130 ▼   | 60,5 % ▼      | 4 ▼   |
| DTA       | 77      | 35,8 % ▲      | 3 ▲   |
| ungültig  | 8 ▼     | 3,7 % ▼       |       |
| Insgesamt | 215 ▼   | 100 %         | 7     |

### Swakopmund
| Partei                           | Stimmen | Stimmenanteil | Sitze |
| -------------------------------- | ------- | ------------- | ----- |
| SWAPO                            | 2152 ▼  | 56,9 % ▼      | 6 ▲   |
| DTA                              | 644 ▼   | 17,0 % ▼      | 2 ▬   |
| Swakopmund Residents Association | 554 ▼   | 14,6 % ▲      | 1 ▬   |
| UDF                              | 383     | 10,1 %        | 1     |
| ungültig                         | 51 ▼    | 1,3 % ▬       |       |
| Insgesamt                        | 3784 ▼  | 100 %         | 10 ▲  |

### Tses
| Partei    | Stimmen | Stimmenanteil | Sitze |
| --------- | ------- | ------------- | ----- |
| DTA       | 148 ▼   | 42,9 % ▼      | 4 ▲   |
| SWAPO     | 70 ▼    | 20,3 % ▼      | 2 ▼   |
| UDF       | 26 ▼    | 7,5 % ▼       | 1 ▬   |
| ungültig  | 1 ▼     | 0,3 % ▼       |       |
| Insgesamt | 345 ▼   | 100 %         | 7     |

### Tsumeb
| Partei    | Stimmen | Stimmenanteil | Sitze |
| --------- | ------- | ------------- | ----- |
| SWAPO     | 1391 ▼  | 78,5 % ▲      | 6 ▲   |
| DTA       | 243 ▼   | 13,7 % ▼      | 1 ▼   |
| UDF       | 120     | 6,8 % ▲       | 0 ▬   |
| ungültig  | 18 ▼    | 1,0 % ▼       |       |
| Insgesamt | 1772 ▼  | 100 %         | 7     |

### Uis
| Partei    | Stimmen | Stimmenanteil | Sitze |
| --------- | ------- | ------------- | ----- |
| UDF       | 219 ▼   | 64,2 % ▼      | 5 ▬   |
| DTA       | 62 ▲    | 18,2 % ▲      | 1 ▬   |
| SWAPO     | 59 ▼    | 17,3 % ▲      | 1 ▬   |
| ungültig  | 1 ▼     | 0,3 % ▼       |       |
| Insgesamt | 341 ▼   | 100 %         | 7     |

### Usakos
| Partei    | Stimmen | Stimmenanteil | Sitze |
| --------- | ------- | ------------- | ----- |
| SWAPO     | 273 ▼   | 44,1 % ▲      | 3 ▬   |
| UDF       | 239 ▼   | 38,6 % ▲      | 3 ▲   |
| DTA       | 102 ▼   | 16,5 % ▼      | 1 ▼   |
| ungültig  | 5 ▼     | 0,8 % ▼       |       |
| Insgesamt | 619 ▼   | 100 %         | 7     |

### Walvis Bay
| Partei    | Stimmen | Stimmenanteil | Sitze |
| --------- | ------- | ------------- | ----- |
| SWAPO     | 3264    | 79,7 %        | 8     |
| DTA       | 631     | 15,4 %        | 2     |
| UDF       | 163     | 3,9 %         | 0     |
| ungültig  | 37      | 0,9 %         |       |
| Insgesamt | 4095    | 100 %         | 10    |

### Windhoek
| Partei    | Stimmen  | Stimmenanteil | Sitze |
| --------- | -------- | ------------- | ----- |
| SWAPO     | 11.586   | 69,2 % ▲      | 11 ▲  |
| DTA       | 2996     | 17,9 % ▼      | 3 ▼   |
| LCA       | 1210 ▲   | 7,2 % ▲       | 1 ▲   |
| UDF       | 492 ▼    | 2,9 % ▼       | 0 ▼   |
| DCN       | 158      | 0,9 %         | 0     |
| SWANU     | 111 ▼    | 0,7 % ▼       | 0 ▬   |
| WRP       | 63 ▼     | 0,4 % ▲       | 0 ▬   |
| ungültig  | 127 ▼    | 0,8 % ▼       |       |
| Insgesamt | 16.743 ▼ | 100 %         | 15 ▲  |